# Окруаані
Окруаані (груз. ოქრუაანი) — село в Грузії.
За даними перепису населення 2014 року в селі проживає 2 особи.